# Saïd ibn Amir al-Jumahi
Said ibn Aamir al-Jumahi (arabe : سعيد بن عامر الجماحي) est un compagnon du prophète de l'islam Mahomet et le gouverneur de Homs en Syrie pendant le califat de Omar ibn al-Khattab,,,.